# Родолюб Вулович
Родолюб Вулович – Роки (на сръбски: Родољуб Вуловић – Роки) е сръбски турбофолк певец от Босна и Херцеговина. Той пее за Въоръжените сили на Република Сръбска по време на войната в Босна и Херцеговина (1992 – 1995). Става много популярен в Сърбия и Република Сръбска след първия си хит „Црни бомбардери“. След войната спира да се занимава с музика и работи като професор в Техническия университет в Биелина.

## Дискография
- Кристина (1972, Кристина)
- Паша (1988, Паша)
- Семберски јунаци (1992, Семберски юнаци)
- Пантери (1993, Пантери)
- Јунаци Козарски (1994, Козарски юнаци)
- Црни бомбардер (1995, Черни бомбардировачи)
- Због тебе (1997, Защото на тебе)